# Бофр
Бофр (фр. Boffres) је насељено место у Француској у региону Рона-Алпи, у департману Ардеш.
По подацима из 2011. године у општини је живело 620 становника, а густина насељености је износила 20,6 становника/km².

## Демографија
| 1962. | 1968. | 1975. | 1982. | 1990. | 2011. |
| ----- | ----- | ----- | ----- | ----- | ----- |
| 705   | 654   | 510   | 531   | 510   | 620   |